# 18679 Heatherenae
18679 Heatherenae este un asteroid din centura principală de asteroizi.

## Descriere
18679 Heatherenae este un asteroid din centura principală de asteroizi. A fost descoperit pe 31 martie 1998 la Socorro, New Mexico, în cadrul proiectului LINEAR. Asteroidul prezintă o orbită caracterizată de o semiaxă mare de 2,27 ua, o excentricitate de 0,09 și o înclinație de 5,1° în raport cu ecliptica.